# Hjördis Petterson
Hjördis Olga Maria Petterson (født 17. oktober 1908 i Visby, død 27. maj 1988 i Stockholm) var en svensk skuespillerinde, der medvirkede i mere end 140 film. Blandt disse kan nævnes Medan porten var stängd (1946), Calle og Palle (1948), Dirch Passer vælter byen (1954) og Jeg - en kvinde 2 (1968).
Petterson gik på Dramatens elevskola fra 1927 til 1930, hvor hun fik sin scenedebut på Folkteatern i Göteborg. Hun var også tilknyttet teatre som Dramaten og Göteborgs stadsteater.
Petterson ligger begravet på Tofta kyrkegård på Gotland.

## Udvalgt filmografi
- Måske en digter (1933)
- Madam Anderssons Kalle (1934)
- Karlsson ordner alt (1936)
- Sangen til hende (1934, ukrediteret)
- En pige kommer til byen (1937)
- Lillebror og jeg (1940)
- Kun en kvinde (1941)
- Bag skyen er himlen blå (1944)
- Lidenskab (1945)
- Det regner på vor kærlighed (1946, ukrediteret)
- Medan porten var stängd (1946)
- Calle og Palle (1948)
- Hjerter knægt (1950)
- Havets mænd (1951)
- Fraskilt (1951)
- En tilfældig pige (1952)
- Dirch Passer vælter byen (1954)
- Den glade skomakaren (1955)
- Gårdene omkring søen (1957)
- Sovekammertyven (1959)
- Jaget i København (1961)
- Det hvide genfærd (1962)
- Kvindedyr (1965)
- Træfrakken (1966)
- Jeg - en kvinde 2 (1968)
- Passion (1969, ukrediteret)
- Spilopmageren Kalle (1973)
- Picassos eventyr (1978, ukrediteret)
- Manden der blev millionær (1980)
- Barnets ø (1980)
- Skrald (1981)
- Maskemorderen (1988)